# Vierde Era
In de fictieve geschiedenis van de wereld van J.R.R. Tolkien, is de Vierde Era (Engels: The Fourth Age) de tijdsperiode die volgt op de Derde Era die werd afgesloten na de Oorlog om de Ring.
Deze tijdsperiode wordt ook wel de Era der Mensen genoemd omdat gedurende deze tijd de elfen, dwergen en enten wegtrokken of uitstierven. In de Vierde Era keerde de erfgenaam van Elendil terug en had Gondor weer een koning. In deze tijd heerste Elessar, zoon van Arathorn, over het Herenigd Koninkrijk van Arnor en Gondor. Onder zijn heerschappij bloeide het rijk weer op tot het grootste rijk van Midden-aarde.

## Gebeurtenissen op jaartal
| Jaar | Gebeurtenis |
| ---- | --- |
| 1    | Dood van Saruman |
| 13   | Peregrijn Toek wordt Dinghoofd van de Gouw.                                                                           |
| 15   | Dood van Glóin, vader van Gimli                                                                                       |
| 31   | De Westmark wordt officieel ingelijfd bij de Gouw.                                                                    |
| 33   | (Waarschijnlijk) Dood van Prins Imrahil van Dol Amroth.                                                               |
| 61   | Dood van Roosje Katoen, de vrouw van Sam Gewissies. Sam vertrekt vervolgens uit de Gouw, waarschijnlijk naar Valinor. |
| 66   | Dood van Peregrijn Toek                                                                                               |
| 70   | Dood van Merijn Brandebok                                                                                             |
| 82   | Dood van Faramir, de Stadhouder van Gondor                                                                            |
| 91   | Dood van Dwalin op de extreem hoge leeftijd van 340 jaar.                                                             |
| 120  | Dood van Aragorn II. Hij wordt opgevolgd door zijn zoon Eldarion.                                                     |
|      | Vertrek van Legolas en Gimli, waarschijnlijk naar Valinor.                                                            |
| 121  | Dood van Arwen in Lorién.                                                                                             |